# Walter Klingenberg

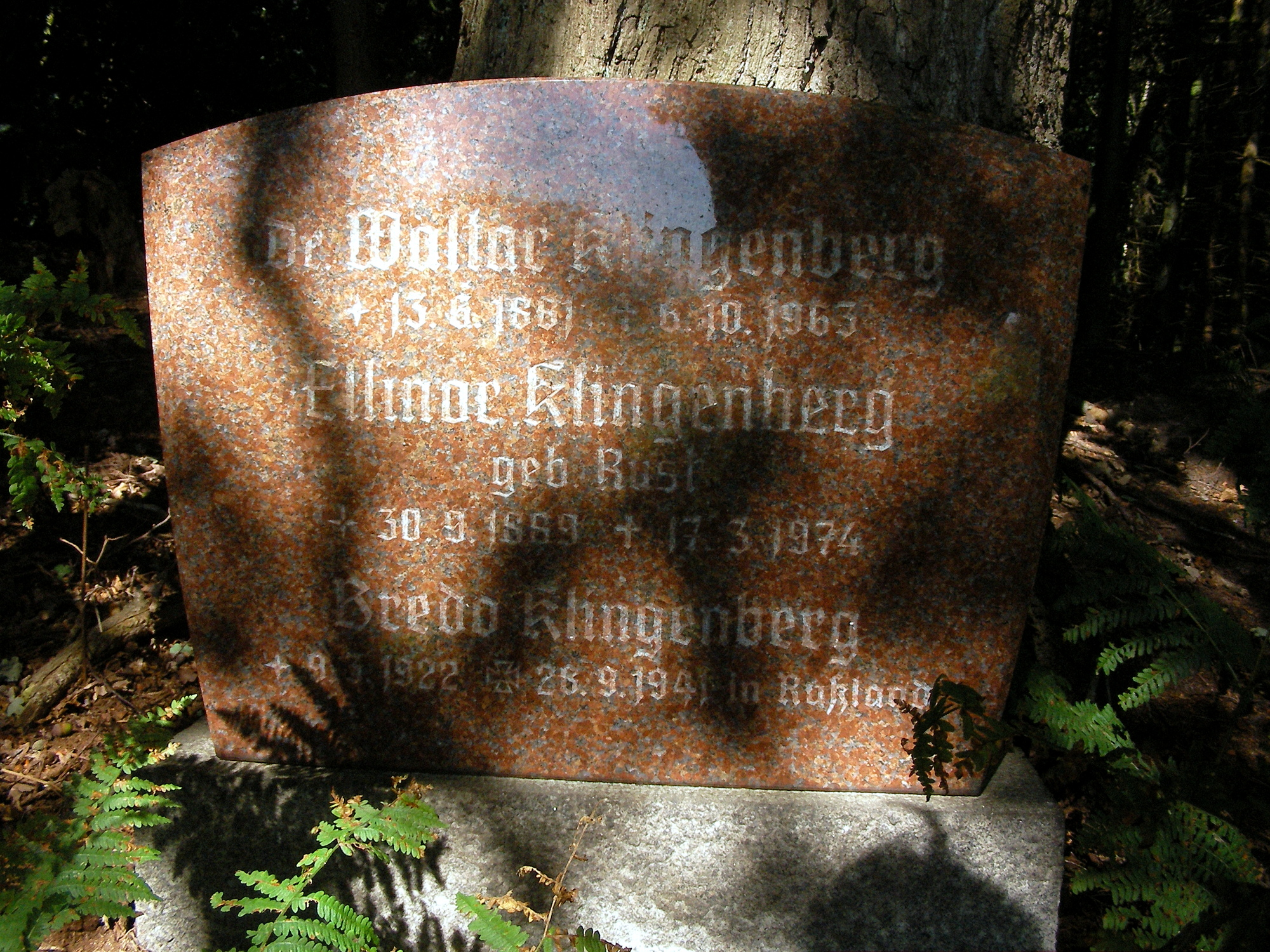
Grabstein von Waltar Klingenberg auf einem Privatgrundstück in Bad Zwischenahn

Walter Klingenberg, eigentlich Waltar Klingenberg, (* 13. Juni 1881 in Zwischenahn, Oldenburg; † 6. Oktober 1963 ebenda) war ein deutscher Architekt, der sich ab 1913 zusammen mit Werner Issel insbesondere dem Bau von Industrieanlagen und Kraftwerken widmete. Sie betrieben ein gemeinsames Planungsbüro und Bauunternehmen in Berlin, das Ende der 1920er Jahre von Issel allein fortgeführt wurde.
Walter Klingenberg war ein Sohn des Hamburger Architekten Ludwig Klingenberg und dessen Frau Sophie Wilhelmine Klingenberg geborene Ulex. Gemeinsam mit seinem Bruder Georg Klingenberg war er an der Errichtung vieler Kraftwerke beteiligt, so lieferte er beispielsweise mit Issel die Baupläne für das „Kraftwerk Klingenberg“ in Berlin-Rummelsburg, das nach seinem Bruder benannt wurde. Er ist der Großvater mütterlicherseits des Mathematikers Tammo tom Dieck und des Chemikers Heindirk tom Dieck.

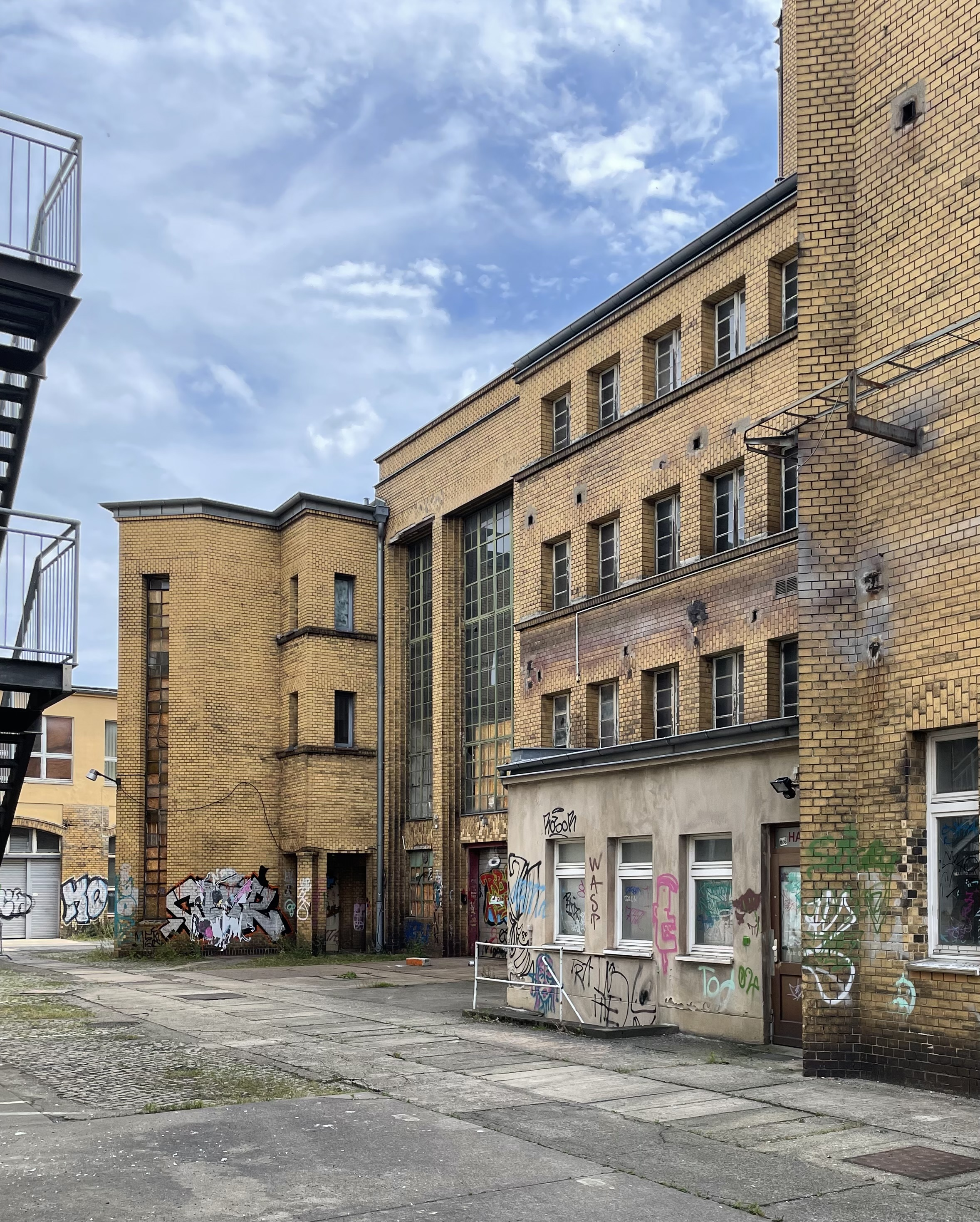
Kraftwerk für die AEG-Transformatorenfabrik (TRO) in Berlin-Oberschöneweide (1926–28)

## Bauten
In der Sozietät mit Werner Issel entstanden folgende Bauten:
- 1914–1917: Steinkohle-Kraftwerk „Gersteinwerk“ der Elektrizitätswerk Westfalen AG (EWW) bei Werne an der Lippe
- 1915–1917: Großkraftwerk Golpa-Zschornewitz der Elektrowerke AG (EWAG) in Zschornewitz bei Gräfenhainichen (Kreis Wittenberg)
- 1921–1922: Wohnhaus Am Karpfenpfuhl 2B in Berlin-Lichterfelde; Anbau 1926–1927 (unter Denkmalschutz)[3]
- 1922: Umspannwerk „Zille“ (später „Gleichrichterwerk Charlottenburg“) in Berlin-Charlottenburg, Zauritzweg 15 (unter Denkmalschutz)[4]
- 1922–1923: Wohnhaus für Georg Klingenberg in Berlin-Westend, Alemannenallee 6 (unter Denkmalschutz)[5]
- 1923: Heizkraftwerk für die Chemische Fabrik Leopold Cassella & Co. in Frankfurt am Main, Hanauer Landstraße
- 1923–1924: Großkraftwerk Main-Weser in Borken bei Kassel (Hessen)
- 1924: Kraftwerk in Mettlach an der Saar
- 1924–1925: Wohnhaus Burgunder Straße 9 in Berlin-Nikolassee (unter Denkmalschutz)[6]
- 1925–1927: Großkraftwerk Rummelsburg für die BEWAG, seit 14. Mai 1927 genannt „Kraftwerk Klingenberg“, in Berlin-Rummelsburg (unter Denkmalschutz)[7]
- 1926–1928: Kraftwerk für die AEG-Transformatorenfabrik (TRO) in Berlin-Oberschöneweide
- 1929–1930: Umformerwerk für das Kraftwerk Moabit in Berlin-Moabit (unter Denkmalschutz)[8]